# Blücher (Schiff, 1909)
Der Große Kreuzer Blücher war ein Kriegsschiff der deutschen Kaiserlichen Marine. Es war nach dem preußischen Generalfeldmarschall Gebhard Leberecht von Blücher benannt und wurde am 24. Januar 1915 im Gefecht auf der Doggerbank versenkt.

## Entstehung
Der Bau des Schiffes stand im Zusammenhang mit dem maritimen Rüstungswettlauf zwischen Deutschland und Großbritannien in den Jahren vor dem Ersten Weltkrieg. Das Schiff wurde nach ersten Berichten von einer neuen Klasse britischer Panzerkreuzer entworfen. Während alle Welt mit einem weiteren Panzerkreuzertyp rechnete, hatten die Briten unbemerkt einen völlig neuen Typ geschaffen. Dieser war, wie die neue Dreadnought, mit dem Kaliber 30,5 cm als einziger schwerer Artillerie ausgestattet. Auf Vorschlag Lord Fishers sprach man vom „Battle Cruiser“ (Schlachtkreuzer).
Die Blücher war, als Weiterentwicklung der deutschen Großen Kreuzer der Scharnhorst-Klasse, den Schiffen der Invincible-Klasse trotz eines besseren Panzerschutzes an Geschwindigkeit und Feuerkraft unterlegen. Ursprünglich glaubte man auf deutscher Seite, die neue Invincible-Klasse habe eine Bewaffnung von sechs bis acht 23,5-cm-Geschützen. Um auf diese Bedrohung zu antworten, konstruierte man auf deutscher Seite die Blücher – die zwar nur mit 21-cm-Geschützen bewaffnet war (die deutschen 21-cm-Geschütze erwiesen sich den britischen 23,5-cm-Geschützen als überlegen), dafür aber in einer größeren Anzahl.
Als später die Schlachtkreuzer der Invincible-Klasse fertiggestellt waren und ihre wirklichen technischen Daten bekannt wurden, war es für eine Umrüstung der Blücher zu spät. Deutschland begann dann mit Von der Tann den Bau von Schlachtkreuzern. Allerdings wurden auch diese Schiffe bis zum Ende des Ersten Weltkrieges aus haushaltsrechtlichen Bestimmungen weiterhin als Große Kreuzer bezeichnet.

## Geschichte

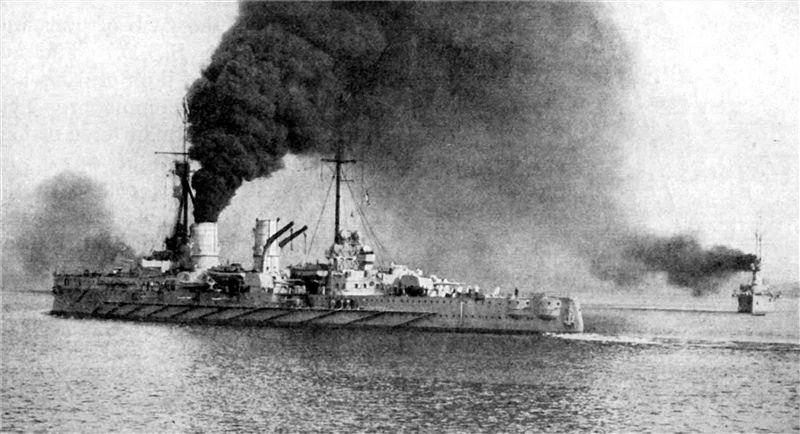
Blücher nach dem Umbau von 1913 mit Dreibein-Mast

Nach der Indienststellung fungierte der Kreuzer als Flaggschiff der I. Aufklärungsgruppe der Hochseeflotte. Mit der Erlangung der Einsatzbereitschaft des Großen Kreuzers Von der Tann schied Blücher 1911 aus dem Verband aus und wurde im September 1911 als Artillerie-Versuchsschiff der Inspektion der Schiffsartillerie zugewiesen. Während einer Verbandsübung kam Blücher am 29. Mai 1913 vor der dänischen Insel Romsø fest und musste vom Linienschiff Wettin freigeschleppt werden. Im Rahmen des folgenden Werftaufenthalts in Kiel wurden die Schäden beseitigt und gleichzeitig der Fockmast durch einen Dreibeinmast ersetzt. Letzteres änderte die Silhouette des Schiffes signifikant.
Nach dem Ausbruch des Ersten Weltkriegs war die Blücher unter dem Kommando von Fregattenkapitän Alexander Erdmann zunächst in der Ostsee stationiert, wurde dann aber in die Nordsee verlegt. Zusammen mit den Schlachtkreuzern beschoss das Schiff am 3. November 1914 Yarmouth und am 16. Dezember 1914 Hartlepool. Beim Einsatz gegen Hartlepool wurde die Blücher von einer Küstenbatterie mit drei 15,2-cm-Granaten getroffen, die neun Mann der Besatzung töteten. Sie konnte aber trotz der Schäden mit eigenem Antrieb heimkehren.

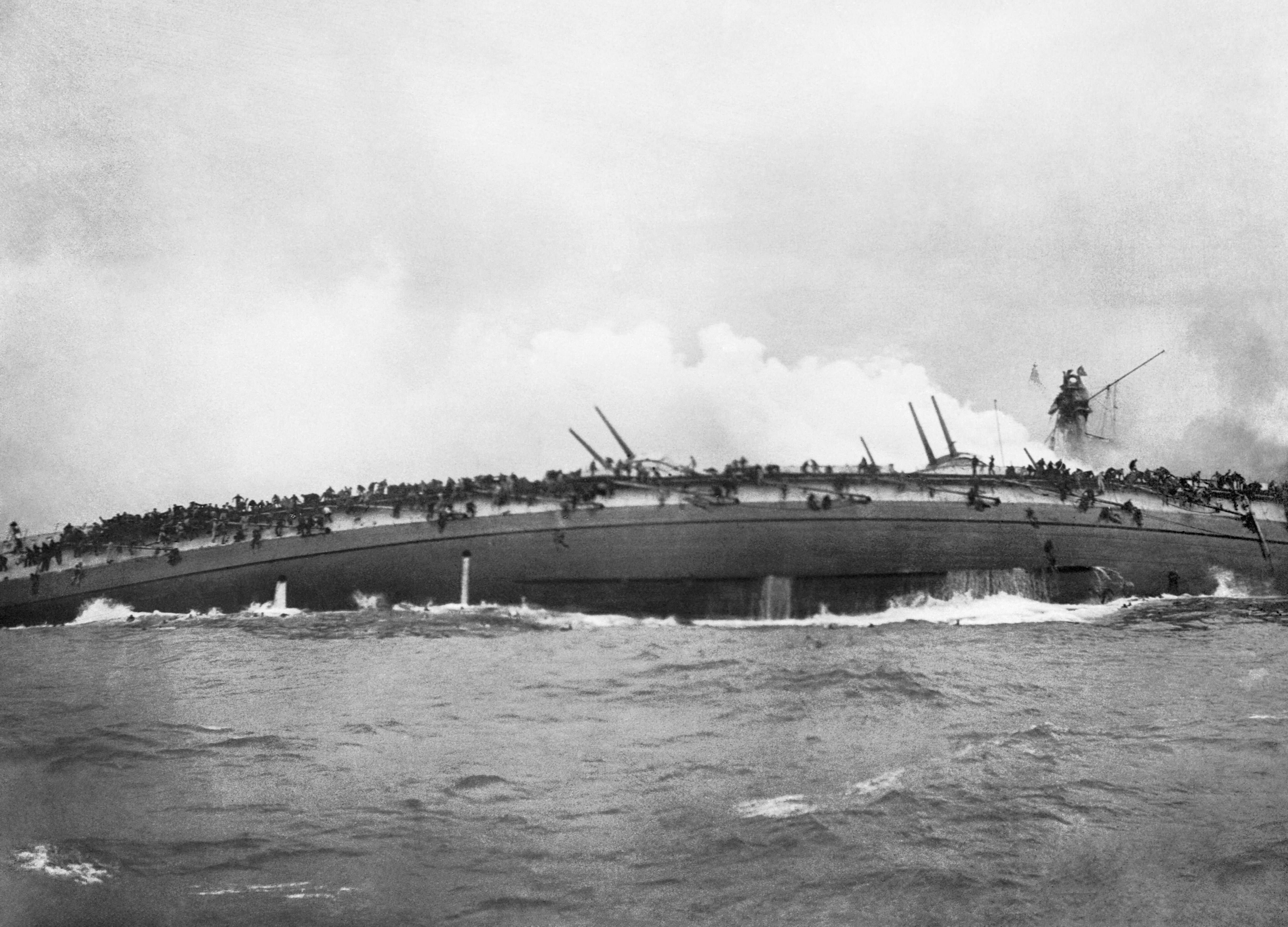
Die kenternde Blücher auf der Doggerbank

Im Gefecht auf der Doggerbank gehörte die Blücher zu dem von Vizeadmiral Franz Hipper geführten Flottenverband, der am Morgen des 24. Januars 1915 von überlegenen britischen Seestreitkräften zum Kampf gestellt wurde.
Die Blücher, die langsamer als die anderen deutschen Schiffe war, bildete den Schluss des sich zurückziehenden deutschen Verbandes und wurde als erstes deutsches Schiff von den britischen Schiffen beschossen. Als diese aufgeschlossen hatten und ihr Feuer verteilten, bekam sie den Schlachtkreuzer New Zealand zum Gegner. Um 11.30 Uhr erhielt die Blücher einen schweren Treffer, wodurch ihre Geschwindigkeit auf 17 Knoten sank.
Ein gegen 12 Uhr auf dem zurückgebliebenen schwer beschädigten britischen Flaggschiff Lion gehisstes Signal wurde vom stellvertretenden Kommandeur Rear Admiral Moore an Bord der New Zealand so interpretiert, dass das Feuer auf das letzte Schiff konzentriert werden sollte. Tatsächlich hatte Admiral David Beatty signalisiert, die hinteren Feindschiffe anzugreifen. Die vier britischen Schlachtkreuzer konzentrierten aber ab 12.10 Uhr ihr Feuer ausschließlich auf die Blücher.
Die Blücher wurde von den vier britischen Schlachtkreuzern unter schweres Feuer genommen und erhielt 70 bis 100 Treffer. Britische Zerstörer und Leichte Kreuzer schlossen heran und griffen zweimal an. Sie erzielten dabei mindestens zwei Torpedotreffer. Schließlich kenterte die Blücher um 13.13 Uhr, trieb einige Minuten kieloben und sank auf Position 54° 20′ N, 5° 43′ O. 792 Besatzungsmitglieder starben, 260 wurden durch einen Zerstörer gerettet und kamen in britische Kriegsgefangenschaft. Der Kommandant der Blücher, Fregattenkapitän Alexander Erdmann, starb dort am 15. Februar 1915 an den Folgen einer Lungenentzündung.
Admiral Hipper musste die Blücher ihrem Schicksal überlassen, da die Seydlitz schwer beschädigt war und fast ihre gesamte Munition verschossen hatte. Hilfeversuche hätten nur weitere Schiffe der Vernichtung ausgesetzt.
Das von einem britischen Schiff aus gemachte Foto zeigt das kenternde Schiff, von dem sich Besatzungsmitglieder zu retten versuchen. Es ist eine der berühmtesten Kriegsfotografien des Ersten Weltkriegs.

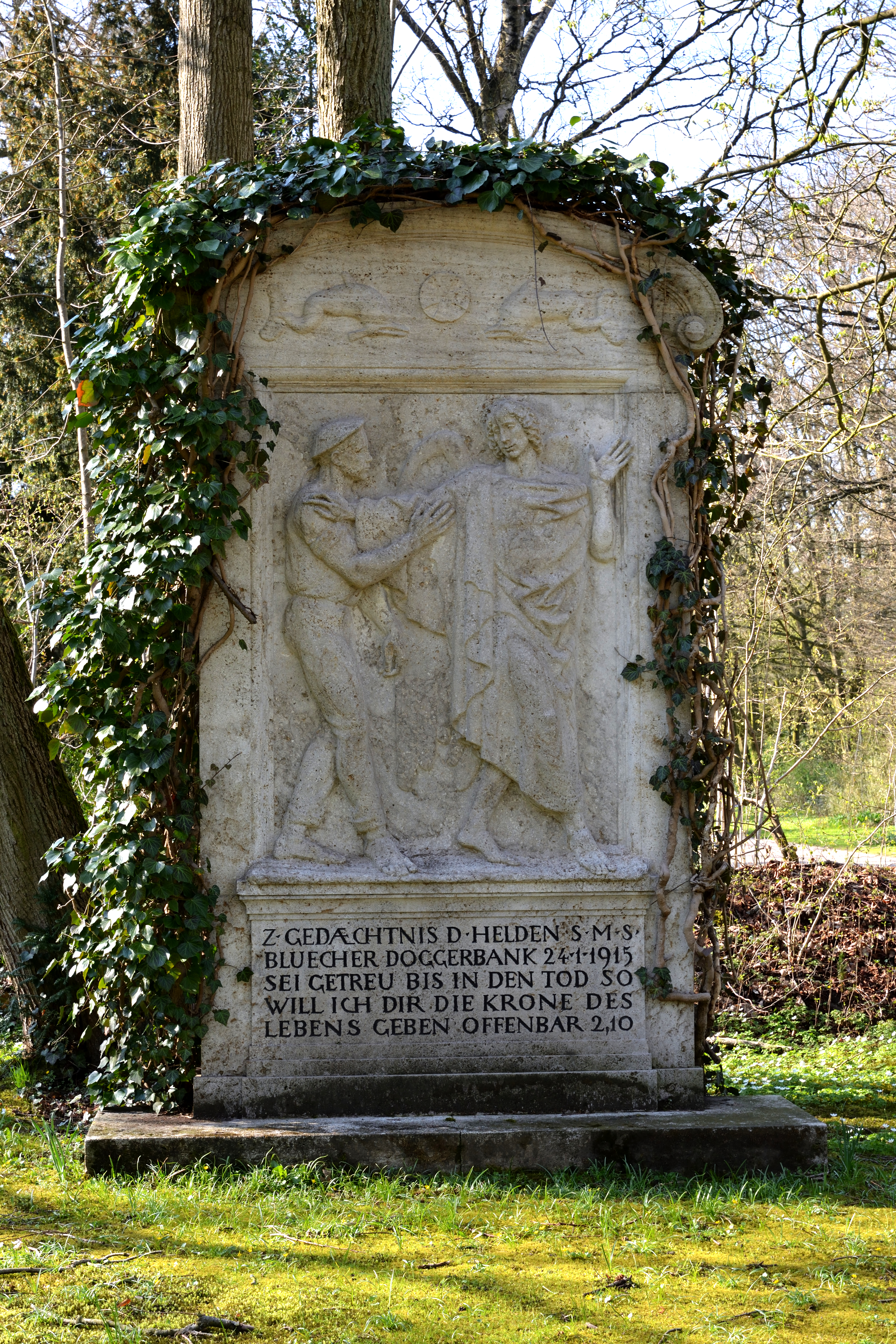
Ehrenmal auf dem Nordfriedhof Kiel

## Kommandanten
| Oktober 1909 bis September 1910   | Kapitän zur See Freiherr Kurt von Rössing |
| September 1910 bis April 1911     | Kapitän zur See Georg Scheidt             |
| 7. April bis 29. September 1911   | Kapitän zur See Heinrich Trendtel         |
| September 1911 bis September 1913 | Kapitän zur See Waldemar Pieper           |
| September 1913 bis Januar 1915    | Fregattenkapitän Alexander Erdmann        |

## Erinnerung
Ein Ehrenmal zum Andenken an die Blücher befindet sich auf dem Nordfriedhof Kiel.